# Correvon

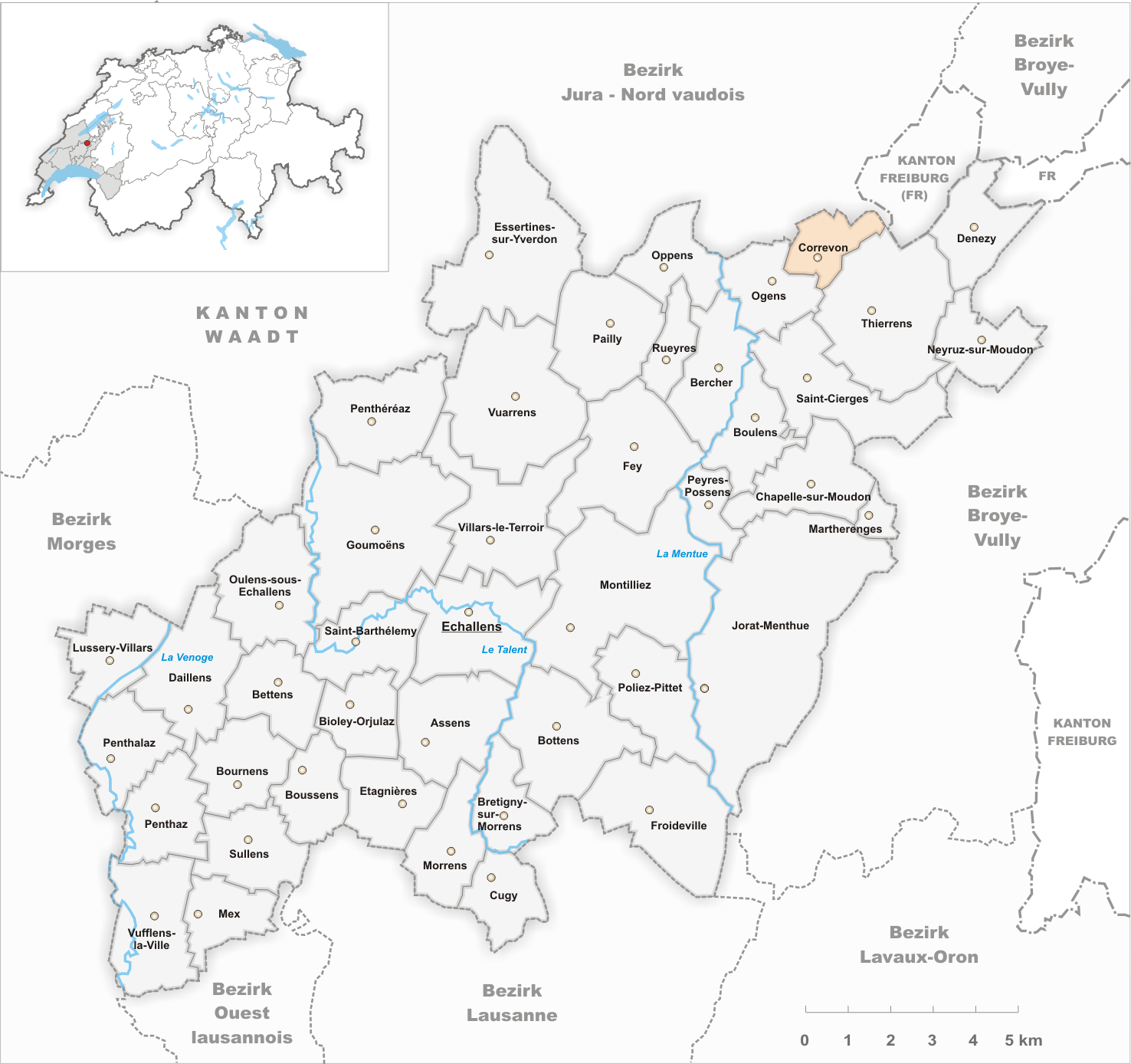
Gemeindestand vor der Fusion am 31. Dezember 2012

Correvon war bis am 31. Dezember 2012 eine politische Gemeinde im Distrikt Gros-de-Vaud des Kantons Waadt in der Schweiz.
Am 1. Januar 2013 fusionierte sie mit den Gemeinden Chanéaz, Chapelle-sur-Moudon, Denezy, Martherenges, Neyruz-sur-Moudon, Peyres-Possens, Saint-Cierges und Thierrens zur neuen Gemeinde Montanaire.

## Geographie
Correvon liegt auf 752 m ü. M., 24 km nordöstlich der Kantonshauptstadt Lausanne (Luftlinie). Das kleine Haufendorf erstreckt sich am Rand einer Hochfläche östlich des Tals der Mentue, im Waadtländer Mittelland.
Die Fläche des 2,2 km² grossen ehemaligen Gemeindegebiets umfasst einen Abschnitt des Molassehügellandes zwischen dem Mentuetal und dem mittleren Broyetal. Der grösste Teil des Gebietes wird vom Hochplateau eingenommen, das auf einer durchschnittlichen Höhe von 760 m ü. M. liegt. Nach Nordosten erstreckt sich der ehemalige Gemeindeboden in die Wälder von Grand Bois, in dem mit 800 m ü. M. der höchste Punkt von Correvon erreicht wird, und Bois de la Rigne. In der Senke zwischen diesen beiden Wäldern befindet sich ein Moorgebiet. Im Süden des Dorfes reicht das Gebiet in das Tal der Augine, im Nordwesten in dasjenige des Baches Les Vernettes, beides rechte Seitenbäche der Mentue. Von der ehemaligen Gemeindefläche entfielen 1997 4 % auf Siedlungen, 15 % auf Wald und Gehölze und 81 % auf Landwirtschaft.
Zu Correvon gehören mehrere Einzelhöfe. Nachbargemeinden von Correvon waren Chanéaz, Bioley-Magnoux, Ogens und Thierrens im Kanton Waadt sowie Vuissens im Kanton Freiburg.

## Bevölkerung
Mit 108 Einwohnern (Stand Ende 2012) gehörte Correvon zu den kleinsten Gemeinden des Kantons Waadt. Von den Bewohnern sind 95,5 % französischsprachig und 4,5 % deutschsprachig (Stand 2000). Die Bevölkerungszahl von Correvon belief sich 1850 noch auf 156 Einwohner, 1900 auf 137 Einwohner. Danach wurde bis 1970 eine weitere Abnahme auf 71 Einwohner verzeichnet; seither hat die Bevölkerungszahl wieder leicht zugenommen.

## Wirtschaft
Correvon lebt noch heute vorwiegend von der Landwirtschaft, insbesondere vom Ackerbau, dem Obstbau und von der Viehzucht. Ausserhalb des primären Sektors sind nur sehr wenige Arbeitsplätze vorhanden. Der stetige Bevölkerungsrückgang führte bereits 1945 zur Schliessung der Dorfschule, 1974 wurde auch das Postbüro aufgehoben. In den letzten Jahrzehnten hat sich das Dorf auch zu einer Wohngemeinde entwickelt. Einige Erwerbstätige sind Wegpendler, die in den umliegenden grösseren Ortschaften arbeiten.

## Verkehr
Die ehemalige Gemeinde liegt abseits der grösseren Durchgangsstrassen, ist aber von der Hauptstrasse von Yverdon-les-Bains via Thierrens nach Moudon leicht erreichbar. Durch den Postautokurs, der von Yverdon nach Thierrens verkehrt, ist Correvon an das Netz des öffentlichen Verkehrs angeschlossen.

## Geschichte
Die erste urkundliche Erwähnung des Ortes erfolgte 1166 unter dem Namen Corevont. Später erschienen die Bezeichnungen Corevone (1169), Corevunt, Correvolt (1182), Corovont (1247) und Correvont (1453). Der Ortsname ist wahrscheinlich von Curtis Reudeboldi (Hof des Reudebold) abgeleitet.
Im Mittelalter gehörte Correvon zunächst den Herren von Saint-Martin-du-Chêne, danach zur Herrschaft Bioley-Magnoux. Nachdem das Dorf im 16. und 17. Jahrhundert eine eigene kleine Herrschaft gebildet hatte, kam es 1690 in den Besitz der reichen Familie de Loys de Marnand. Mit der Eroberung der Waadt durch Bern im Jahr 1536 gelangte Correvon unter die Verwaltung der Vogtei Yverdon. Nach dem Zusammenbruch des Ancien Régime gehörte das Dorf von 1798 bis 1803 während der Helvetik zum Kanton Léman, der anschliessend mit der Inkraftsetzung der Mediationsverfassung im Kanton Waadt aufging. 1798 wurde Correvon zunächst dem Bezirk Yverdon zugeteilt, 1803 kam es an den Bezirk Moudon.

## Sehenswürdigkeiten
Die Kirche Sainte-Marguerite stammt in ihrem Kern aus dem Mittelalter; sie wurde 1228 erstmals erwähnt. Von der alten Kapelle wurden die 1903 renovierten Teile als Chor in die neue Kirche einbezogen. Im Dorf sind einige charakteristische Bauernhäuser aus dem 18. und 19. Jahrhundert erhalten.